# Hans Stieber
Hans Albert Oskar Stieber (* 1. März 1886 in Naumburg an der Saale; † 18. Oktober 1969 in Halle an der Saale) war ein deutscher Dirigent, Komponist und Geiger. Er war Gründungsdirektor der Staatlichen Hochschule für Theater und Musik Halle.

## Leben

### Herkunft und Familie
Stiebers Urgroßmutter mütterlicherseits Friederike Komitsch, geb. Schaffner, war Schauspielerin am Berliner Hoftheater und in erster Ehe mit dem Schauspieler Ludwig Devrient verheiratet. Sein Großvater war der promovierte Jurist Wilhelm Stieber, der als Polizeidirektor und Geheimer Regierungsrat beim preußischen Innenministerium in Berlin wirkte.
Hans Stieber wurde 1886 als ältester von vier Söhnen des Juristen Paul Stieber (1856–1944), und dessen Frau Elsbeth (Else) (1861–1940), geb. Biermann, in Naumburg an der Saale in der preußischen Provinz Sachsen geboren. Der Vater schaffte es bis zum 1. Direktor der Norddeutschen Knappschafts-Pensionskasse in Halle an der Saale. Darüber hinaus machte er sich als Heilstättengründer einen Namen. Außerdem war er geschäftlicher Leiter der Luther-Festspiele und organisierte die Bergkonzerte in Halle. Hans Stiebers Bruder Walter Stieber (1890–1973) war Opern- und Konzertsänger (Tenor), insbesondere ein gefragter Mozart- und Verdi-Interpret.
Er war evangelisch-lutherischer Konfession und ab 1920 mit der aus Ostfriesland stammenden Gretel Elisabeth, geb. Runge, verheiratet.

### Schulzeit und Musikstudium
Stieber besuchte das Stadtgymnasium Halle. Als Schüler begeisterte er sich für das Puppentheater, gleichzeitig erhielt er Klavierunterricht durch seinen musikinteressierten Vater.
Sein musikalisches Interesse mündete 1902 in der Aufnahme eines Musikstudiums am Leipziger Konservatorium. Er studierte beim ehemaligen Konzertmeister des Gewandhausorchesters Arno Hilf (Violine) und beim Gewandhauskapellmeister Arthur Nikisch (Dirigieren) sowie bei Stephan Krehl (Theorie) und Heinrich Zöllner (Komposition). Von 1906 bis 1908 führte er seine Studien wohl aus gesundheitlichen Gründen am Fürstlichen Konservatorium Sondershausen in Schwarzburg-Sondershausen fort. Dort wurde er entscheidend vom Institutsdirektor Carl Corbach gefördert. 1909 legte er öffentlich seine Prüfungen ab. Er spielte als Bratschist Dvořáks 14. Streichquartett, dirigierte eine Arie aus Mendelssohns Oratorium Elias und wirkte als Solist beim Violinkonzert e-Moll des Komponisten mit.

### Stationen als Dirigent
Ab 1908 war er zunächst Violinist im Loh-Orchester Sondershausen. 1910 wurde er 2. Geiger der Hofkapelle Dessau in Anhalt. Nach einem Jahr wurde er außerdem Assistent des Hofkapellmeisters Franz Mikorey und wirkte bis 1915 als Korrepetitor und Chorleiter am Hoftheater. In den Sommermonaten war er als Geiger bei den Kurorchestern Bad Kissingen (Bayern) und Bad Elster (Sachsen) tätig.
Danach arbeitete er an verschiedenen deutschen Häusern: Er war Opernkapellmeister und Konzertdirigent am Stadttheater Koblenz (1916) und an der Kammeroper München (1917). Am Stadttheater Kiel, wo er von 1917 bis 1920 wirkte, verantwortete er die Neuinszenierung von Cherubinis Oper Der Wasserträger mit selbst komponierten Rezitativen. 1920 wurde er Symphoniekonzert-Dirigent beim Stadttheater-Orchester Halle. Die Generalproben des Orchesters öffnete er für den freien Besuch von Schulklassen.
Großen Erfolg feierte 1921 die Uraufführung seiner ersten Oper Der Sonnenstürmer in Chemnitz, an dem auch sein Bruder als Sänger mitwirkte. Er komponierte in den 1920er und 1930er Jahren zahlreiche Bühnen- und Chorwerke, die in Hannover, Essen, Bremen, Wien, Leipzig und Breslau uraufgeführt wurden. 1928 führte das Gewandhaus-Quartett sein Streichquartett F-Dur urauf.
Ab 1922 war er 15 Jahre freischaffend in Hannover tätig: Bis 1938 leitete er den Hannoverschen Männer-Gesangs-Vereins. 1923 debütierte er im Kuppelsaal der Stadthalle Hannover. Als Konzertdirigent interpretierte er u. a. Liszts Faust-Sinfonie, Bruckners 5. Sinfonie und Mahlers 2. Sinfonie (Auferstehungssinfonie). 1924 brachte er mit dem Männerchor und dem von ihm gegründeten Hannoverschen Konzertchor, der späteren Singakademie, Pfitzners romantische Kantate Von deutscher Seele zur hannoverschen Erstaufführung.

### Tätigkeit am Leipziger Opernhaus
Im Jahr 1938 bekam Stieber eine Stelle als Dramaturg, musikalischer Berater und Kapellmeister an der Städtischen Oper Leipzig. Außerdem war er für die Komposition von Bühnen- und Schauspielmusiken zuständig, etwa Gutenberg in Mainz, Der Schauspieldirektor, Der Mumanz und Madame Devrient. Stieber wurde ferner Nachfolger von Gustav Wohlgemuth beim Leipziger Männerchor. 1941 reorganisierte er die Leipziger Singakademie und wurde deren Musikdirektor.
Er komponierte in seiner Leipziger Zeit auch sinfonische Werke und Kantaten, die u. a. unter der Leitung von Hermann Abendroth und Paul Schmitz im Gewandhaus aufgeführt wurden. Die Uraufführung seiner Oper Der Dombaumeister fand 1942 am Opernhaus Breslau statt.
Stieber war kein Parteimitglied, gehörte zum Freundeskreis des Leipziger Oberbürgermeisters und Widerstandskämpfers Carl Friedrich Goerdeler. Er verstand sich als Spätromantiker. Nach Gert Richter (1986) prägten „bürgerliche christlich-humanistische Traditionen“ seine Tätigkeit. Stiebers Werke sind „von hohen moralischen Normen getragen“. Er ließ sich „nicht von nationalsozialistischer Idee korrumpieren oder in seinem Ethos bedrängen“. Stieber „vertonte nationalsozialistische Jubeltexte“, wie Harry Waibel (2011) darstellte.

### Gründungsdirektor der Musikhochschule Halle

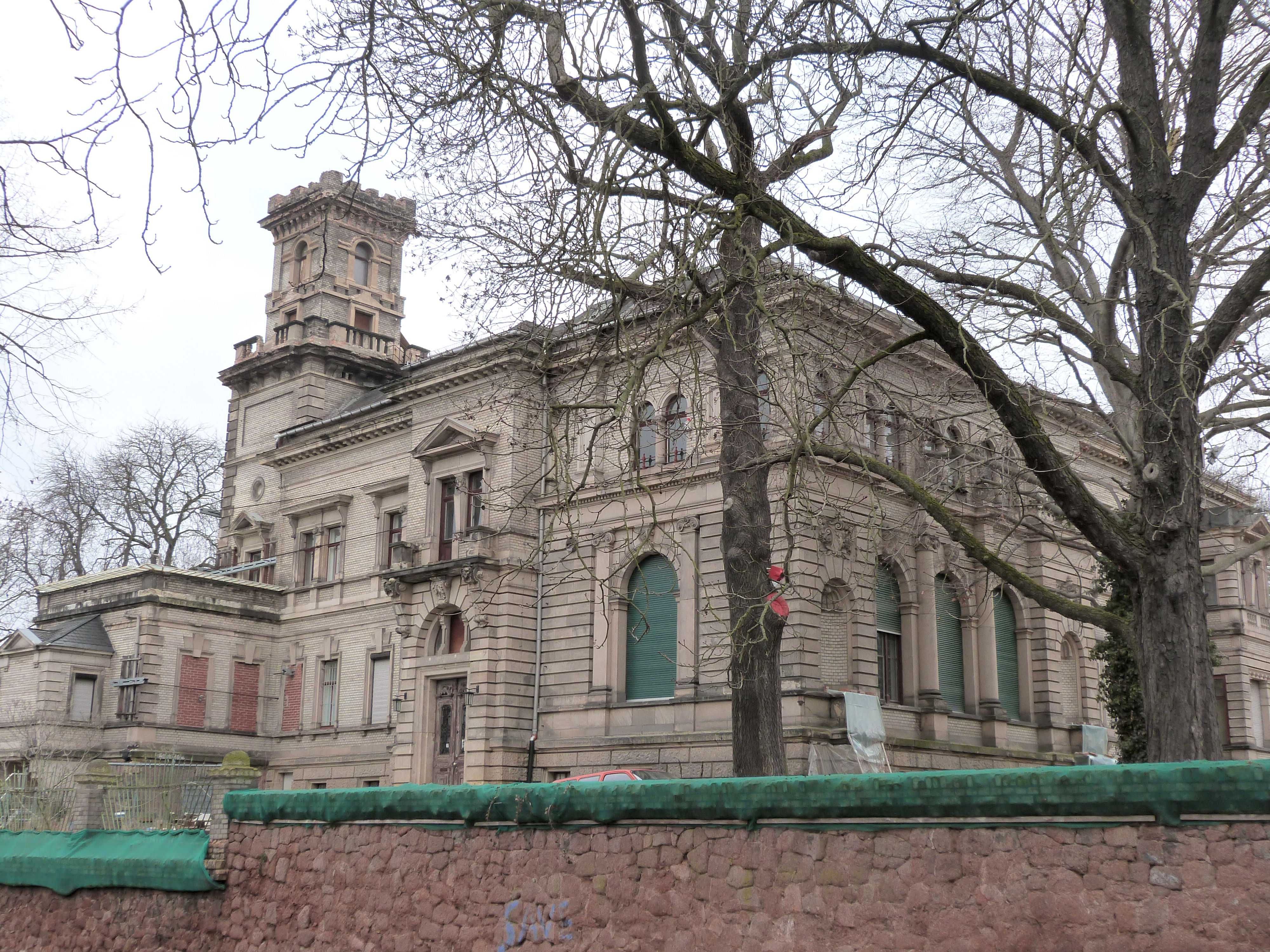
Ehemalige Staatliche Hochschule für Theater und Musik in Halle (2017)

Im Juni 1946 beauftragt von der sowjetischen Militäradministration, gründete er 1947 u. a. gemeinsam mit Max Schneider, Walther Davisson, Bronisław von Poźniak und Sigfrid Grundeis die Staatliche Hochschule für Theater und Musik in Halle, die er bis 1948 leitete. Von 1948 bis 1955 war er Professor und Leiter der Meisterklassen für Komposition, Dirigieren und Operndramaturgie. Nach der Umwandlung in ein Schulmusikinstitut 1955 wurde er emeritiert, war aber als Senatsmitglied und Abteilungsleiter für die Fächer Komposition und Theorie weiterhin am Institut tätig. Zu seinen Schülern gehörten u. a. Fritz Ihlau und Manfred Weiss. Daneben baute er als musikalischer Leiter von 1948 bis 1953 die Robert-Franz-Singakademie in Halle wieder auf.
Gastdirigate führten ihn u. a. nach Prag, Frankfurt am Main, Lübeck, Hannover und Leipzig. Eine Einladung zur Musik-Olympiade 1951 nach Salzburg schlug er indes aus. 1952 nahm er als Gast der Gesellschaft der Musikfreunde in Wien am 1. Internationalen Musikkongress teil. Er wurde Juror beim Solistenwettbewerb der Gesellschaft. Das Niederrheinische Chormusikfest in Mönchengladbach berief  ihn in deren Ehrenausschuss. Stieber war ferner Mitglied der Richard-Strauss-Gesellschaft und der Gesellschaft für Musikforschung. Im Auftrag der Leipziger Musikhochschule nahm er musikdramaturgische Forschungen an Opernwerken der Gegenwart vor. Außerdem war er u. a. in der Kommission für Musiktheater im Verband der Komponisten und Musikwissenschaftler der DDR tätig, für den er auch Gutachten anfertigte. Stieber war Ehrenmitglied des Richard-Wagner-Verbandes und des Hannoverschen Männer-Gesangs-Vereins.
Außerdem war er fruchtbringend als Komponist tätig. Sein Zwiegespräch für Violine und Viola (1965) widmete er dem sowjetischen Violinvirtuosen David Oistrach, der die Partitur während eines Konzertes in Halle persönlich entgegennahm. Für Saschko Gawriloff komponierte er das Violinkonzert D-Dur. Auch befasste er sich musikalisch mit den Werken des Bildhauers Ernst Barlach. So wurde er Mitglied der Barlach Gesellschaft und im Barlach-Arbeitskreis im Kulturbund der DDR.
Stieber verstarb 1969 an einer Lungenentzündung in Halle.

## Werke
Hans Stiebers Werke werden im Stieber-Archiv in der Stadtbibliothek Hannover und als teilweise erschlossener Teilnachlass (bearbeitet von Gert Richter) in der Bibliothek der Stiftung Händel-Haus der Stadt Halle aufbewahrt.
Zu seinem Œuvre gehören musikdramaturgische Werke wie Opern, Kammeropern und Singspiele, Vokalwerke, inklusive Chorsinfonik, sowie Orchester- und instrumentale Kammermusikwerke. Außerdem war er Autor mehrerer Bühnenschauspiele.
- Der Sonnenstürmer  1921
- Heilig Land (1925)
- Der Eulenspiegel (1936)
- Der Dombaumeister 1942
- Rübezahls Brautfahrt 1944

## Preise
- 1961: Kunstpreis der Stadt Halle (anlässlich ihrer 1000-Jahr-Feier)[10]
- 1965: Händel-Preis des Rates des Bezirkes Halle[14]

## Hans-Stieber-Preis
Im Rahmen der Hallischen Musiktage wurde ab 1977 (postum) auf Vorschlag des Verbandes der Komponisten und Musikwissenschaftler der DDR der Hans-Stieber-Preis verliehen.